# Pavillon noir !

Pavillon noir ! est le 2e tome de la série de bande dessinée De cape et de crocs d'Alain Ayroles et Jean-Luc Masbou.

## Résumé
Le navire de Kader le corsaire a suivi celui d'Andreo jusqu'à Malte, où ce dernier fait relâche. Débarquant discrètement sur l'île, Kader, Lope, Armand et Eusèbe trainent avec eux Mendoza, chevalier de Malte, qui leur assurera un sauf-conduit pour franchir les portes de la ville. Abordant le navire d'Andreo à quai, ils y découvrent Hermine, qui avait été emprisonnée par Andreo avant son départ. Lope repousse une nouvelle fois ses avances, mais est toujours attiré par elle. Ils laissent ensuite Mendoza à la garde d'Eusèbe, et partent à la recherche d'Andreo, qui a toujours la carte sur lui, et de Plaisant ; ces derniers sont en quête de nouveaux marins, les autres étant tombés malades par la faute de l'avarice de Cénile.
Hermine, décidée à découvrir les vrais sentiments de Lope pour elle, descend également à terre ; pendant ce temps, Mendoza parvient à faire parler Eusèbe, qui l'informe de la chasse au trésor dans laquelle lui et ses nouveaux amis sont engagés. Mendoza, profitant de la naïveté d'Eusèbe, parvient à se libérer.
Dans la taverne où ils ont retrouvé Andreo et Plaisant, Kader, Lope et Armand attendent que ceux-ci quittent le lieu afin de leur subtiliser la carte. Le maître et son valet sont en train de parlementer avec le capitaine Boney Boone afin qu'il les prenne à son bord pour continuer leur voyage ; Plaisant est catastrophé, car Andreo ne voit pas qu'il s'adresse à des pirates… Hermine entre sur ces entrefaites et saute au cou d'Andreo, lui reprochant de l'avoir abandonnée sur le bateau. Lope, cédant à sa jalousie, saute lui aussi au cou d'Andreo pour l'étrangler ; le capitaine Boone rameute son équipage, et Kader et Armand s'en mêlent : la bagarre devient générale.
Durant l'altercation, Armand récupère la carte auprès de Plaisant ; Andreo enlève Hermine pour aller l'épouser, Lope sur leurs talons ; Kader lutte avec peine, seul contre l'équipage de Boone. Lope, à dos de cul-de-jatte, poursuit la chaise à porteurs d'Andreo, tandis qu'Armand est rejoint par Kader toujours aux prises avec les pirates ; ils sautent tous deux depuis une hauteur dans les paniers d'une mule, suivis de près par les forbans à pied. Mendoza a fait alerter la garde à cheval et s'apprête à les arrêter, tandis qu'une procession pour la Sainte-Vierge croise leur chemin. Tout ce beau monde fonce vers le même endroit, provoquant un gigantesque accident. Lorsque la poussière se dissipe, Plaisant a récupéré la carte et retrouvé Andreo (qui transporte Hermine évanouie). Au grand dam de Plaisant, ce dernier se fait alors remarquer par Boone, qui les fait monter à bord de son bateau manu militari.
Armand, Kader, Lope et Eusèbe (qui les avait rejoints lors de la poursuite, afin de les alerter de la fuite de Mendoza), camouflés en pénitents, décident de monter eux aussi à bord du navire pirate, sur l'idée d'Armand, car Mendoza a mis en place la surveillance des portes de la ville, mais mettra sans doute trop de temps à bloquer le port. Ils tentent de s'introduire dans la sainte-barbe, afin d'obliger les pirates (sous la menace de tout faire sauter) à leur remettre la carte et leurs « invités » ; malheureusement, ils échouent dans la cambuse, là ou sont stockés vivres et boissons. Tirant profit de cette erreur, ils menacent alors les pirates de « tout manger », plan qu'ils appliquent aussitôt en réjouissantes agapes, laissant les pirates effarés et affamés. Boone est prêt à céder, mais les fait renoncer en menaçant de manger les otages. Kader, Lope et Armand ouvrent la porte et sont faits prisonniers, tandis qu'Eusèbe se cache. Durant leur captivité, Hermine tente de séduire Boone en flattant son ambition et prétendant lire dans les lignes de sa main les signes d'un avenir fabuleux. Le second du navire, Monsieur de Cigognac (une cigogne), voit toutefois clair dans son jeu.
Pendant ce temps, à Malte, Mendoza parle avec le second du navire de Cénile qui a fait un double de la carte, la lui donne et attend une récompense : Mendoza le tue d’une balle dans la tête, bien décidé à trouver le trésor des îles Tangerines et obtenir sa vengeance vis-à-vis d’Armand.
Eusèbe, mettant à profit la peur des lapins qui est en chaque marin, et déguisé en rat, libère de leurs chaînes les captifs à fond de cale. Toutefois, ils sont repris aussitôt, et Eusèbe est passé sur la planche. Hermine, se lançant au cou de Lope comme pour un dernier adieu, lui passe sa navaja. Le loup peut donc se libérer et attaque à lui seul l'équipage, mais il est jeté accidentellement par-dessus bord, tout comme ses trois compères poussés sur la planche. Ils arrivent à prendre pied sur un banc de sable au beau milieu de l'océan (la pointe émergée des restes d'une cité engloutie), et restent ainsi quelque temps, durant lequel ils tentent de trouver de la nourriture, tandis que Boone continue sa route. La tension monte entre Lope et Kader, dont les aspirations à un duel semblent se décupler à l'aune de leur ennui. C'est alors qu'un navire sort des eaux à deux pas de leur refuge : malgré la peur de ce Hollandais volant, ils montent à bord, pendant que leur îlot s'effondre. Ils n'y trouvent que des squelettes figés par leur séjour au fond des mers. Découvrant un rostre pourfendant la coque du navire, ils comprennent qu'il n'est maintenu à flot que parce qu'il est perché sur le dos d'un gigantesque poisson, et que celui-ci peut replonger à tout moment.
Mendoza, à Venise, retrouve Cénile, le met au courant de la situation et exige un vaisseau de 60 canons pour poursuivre et ramener Andreo et trouver le trésor ; il en réclame la moitié, non sans faire les yeux doux à Séléné, qui n’a pour lui que mépris, comme pour Cénile d’ailleurs, qui a décidé de l’épouser. Cénile accepte le marché du chevalier de très mauvaise grâce.
Sur l’océan, à bord du Hollandais Volant, un gigantesque poulpe attaque Eusèbe et ses comparses, mais ceux-ci ont tôt fait de le mettre en déroute. Sur proposition de Kader, ils adaptent la technique de la carotte pour faire avancer l'âne, en se servant du céphalopode. Ils peuvent ainsi diriger le bateau mû par le gigantesque poisson et partir à la poursuite des pirates. Ils découvrent également, dans un coffre de leur navire, une carte au trésor… encore une.

## Analyse
Tandis que le décor classique des histoires de cape et d'épée s'éclipse au profit d'une aventure aux côtés de pirates, la série amorce dans ce tome un virage vers le fantastique (jusqu'ici seulement évoqué, notamment au moyen de la pierre de lune), quoique cela reste encore discret. En effet, le seul nouvel élément réellement fantastique est le poisson géant qui transporte le vaisseau fantôme sur lequel embarquent les personnages à la fin de l'album, et l'animal n'est pas explicitement montré, mais simplement schématiquement représenté pour expliquer de façon par ailleurs rationnelle les apparitions du navire. Même en mettant de côté cet élément, le récit continue toutefois, dans son style et sa narration, de prendre des libertés avec le réalisme pour accentuer le côté héroïque des aventures vécues par les protagonistes : par exemple, Lope, jeté à l'eau par les pirates, est capable de chasser des requins en coupant la nageoire de l'un d'eux, ce qui les met en déroute (alors que dans la réalité, une telle blessure serait difficile à infliger, et de surcroît le sang qui en résulte exciterait encore davantage les squales).
L'album comporte une désormais traditionnelle référence aux Fourberies de Scapin avec la phrase « Que diable allait-il faire en ce galion ? », qui n'est que l'une des plus évidentes des références littéraires qui parsèment le récit. La phrase « A quatre pas d'ici, je vous le fais savoir ! » prononcée par Lope est ainsi tirée du Cid de Corneille, œuvre également citée lors de son autre dispute avec Kader sur l’îlot abandonné, le janissaire reprenant dans un langage plus prosaïque le vers « Nous partîmes cinq cents, mais par un prompt renfort, nous nous vîmes trois mille en arrivant au port ». L'introduction dans le récit d'un équipage de pirates permet d'introduire de nouvelles références, dont deux au roman Moby-Dick : un marin tatoué demandant au charpentier de l'équipage de lui construire un cercueil, puis le capitaine Boone promettant un doublon à quiconque capturera le lapin blanc Eusèbe. Le personnage de Cigognac est de toute évidence inspiré de celui de Sigognac dans Le Capitaine Fracasse de Théophile Gautier. Durant la course-poursuite avec l'âne, le capitaine Boone s'écrit « Haro sur le baudet ! », expression tirée de la fable Les Animaux malades de la peste. L'albatros du récit est également à l'origine de deux références : la plus évidente survient lorsque Armand cite L'Albatros de Charles Baudelaire, reprochant à l'oiseau qui marche de façon pataude devant lui « Tes ailes de géant m'empêchent de marcher » ; la seconde lorsque Kader prétend que tuer un albatros apporterait le malheur, une superstition marine par exemple racontée dans La Complainte du vieux marin de Samuel Taylor Coleridge. Des références à la bande dessinée sont également visibles : l'un des marins de la taverne a les traits de Corto Maltese.
Plusieurs mythes et légendes populaires sont par ailleurs évoquées dans cet album. Armand mentionne ainsi la possible existence de l'Atlantide, idée vite balayée par ses camarades qui ont des préoccupations plus urgentes comme la recherche de nourriture (tous ignorant alors, dans une parfaite ironie, qu'ils se trouvent justement à l'aplomb de la mythique cité). L'arrivée d'un vaisseau fantôme est quant à elle l'occasion d'évoquer la légende du Hollandais volant et de ses mystérieuses apparitions, tandis que les pirates sont effrayés de la présence d'Eusèbe, un lapin, à bord de leur navire, persuadés qu'il attirera le malheur comme le veut une superstition marine.

Le discours continue de faire l'objet de nombreuses figures de style. L'ironie est par exemple présente dès le début du récit : Lope affirme qu'aider à s'introduire Kader, un musulman, dans la cité de Malte revient à accepter  « un loup dans la bergerie », "oubliant" ainsi que Lope lui-même est un loup ; plus tard, Armand exige de Plaisant qu'il se comporte dignement, oubliant qu'il a lui-même, sur sa lame dont il menace le valet, plusieurs légumes et un poulpe embrochés. Les personnages eux-mêmes n'hésitent pas à se moquer les uns des autres, Lope singeant sans vergogne Armand lorsque ce dernier déclame des alexandrins en l'honneur du repas qu'ils dégustent. D'autres ressorts comiques sont également permis à la fois par le discours (on retrouve ainsi les phrases typiques des ennemis défaits basées sur les blessures qu'ils reçoivent, comme « Ma gorge ! Je suis égorgé ! », dont l'effet comique est renforcé par le dernier pirate, mordu aux fesses par Armand et qui demande ce qu'il devrait dire), mais également par les codes de la bande dessinée : par exemple, lorsque Lope affronte les squelettes du vaisseau fantôme, une série de bulles onomatopéiques avec le son "Clac !" laisse supposer que les bruits proviennent des squelettes qui se meuvent, mais en réalité, ces derniers étant inoffensifs (comme le remarque Lope dans une lapalissade, « Ces morts sont... morts ! » ), ils sont émis par Kader et Armand qui claquent les dents de peur à la vue des marins décédés. La course-poursuite dans Malte, achevée par la collision frontale entre différents groupes, emprunte quant à elle aux codes du cinéma, en particulier les comédies d'action.